# Josep Gibert i Genís
Josep Gibert i Genís (Agullana, Alto Ampurdán, 1915) fue un promotor cultural, especialmente del mundo de la sardana.

## Biografía
En 1921 su familia se traslada a Barcelona, donde su padre funda, junto con otros sardanistas, la Agrupación Sardanista de Barcelona, por lo que desde muy joven asiste a sardanas y participa en la junta directiva de la agrupación.
Después de la guerra civil, entra a formar parte del grupo sardanista Rosaleda y, con la reanudación en 1947 de las actividades de la Agrupación, denominada posteriormente Secció Sardanista del Club Dinàmic, comienza una etapa de promoción de actividades sardanistes, coordinando, impulsando y dirigiendo actos como: la exhibición de 50 grupos sardanistas el Camp de Les Corts con motivo del 50 aniversario del FC Barcelona (1949), actuación de 61 grupos y 34 bandas en la inauguración del Camp Nou (1957), multitudinario baile de más de 4 000 niños en el paseo de Gracia con motivo del Congreso de Cultura Catalana (1968)[cita requerida], entre otros. En 1950 fue nombrado vicepresidente de la Agrupació Cultural Folklòrica Barcelona y el 1959 entró a la Obra del Ballet Popular (OBP) como vicepresidente y presidente del departamento de sardanas.
También fue dibujante y pintor, creando muchas de las portadas de los programas editados con motivo de las celebraciones del Día de la Sardana, del que fue un principal impulsor durante la década de los años 60.
Escribió el folleto Normes per a ballar, comptar i repartir la sardana [Normas para bailar, contar y repartir la sardana].